# David Pearey
David Pearey (nascido em 15 de julho de 1948) foi o governador das Ilhas Virgens Britânicas de 18 de abril de 2006 a 5 de agosto de 2010. Ele foi nomeado pela Rainha Isabel II, a conselho do governo britânico, para representar a rainha no território e para atuar como chefe de estado de facto. 
Antes de sua nomeação como governador, Pearey atuou como Alto Comissário no Malawi de 2004 a 2005. 
Ele tem uma esposa, Susan, e uma filha. 